# Бергер, Карл
Карл Бергер (нем. Karl Berger; 6 января 1894, Арад, Австро-Венгрия — 25 сентября 1947, Стамбул) — турецкий музыкальный педагог австро-венгерского происхождения.
В 1911—1914 годах учился в Венской консерватории у Отакара Шевчика. Играл в различных венских оркестрах. В связи с разладом венской музыкальной жизни на фоне Первой мировой войны и распада Австро-Венгрии решил перебраться в Австралию через Турцию, но не получил въездной визы и вынужден был остаться в Стамбуле, где и провёл оставшуюся жизнь. В 1920—1921 гг. давал уроки игры на скрипке наследнику престола Абдулмеджиду-эфенди и его невестке принцессе Сабихе-султан. В дальнейшем среди учеников Бергера были как выдающиеся турецкие музыканты — в частности, Айла Эрдуран, Недждет Ремзи Атак, Эрдоган и Эрмукан Сайдамы, — так и представители турецкой интеллектуальной и культурной элиты. В частности, ученицами Бергера были художницы Фюрейя Кораль и Алие Бергер, последняя вышла замуж за своего учителя незадолго до его смерти.